# Maria Letícia Bonaparte
Maria Letícia Eugênia Catarina Adelaide Bonaparte (em francês: Marie-Laetitia Eugénie Catherine Adélaïde Bonaparte, Palais Royal, 20 de novembro de 1866 - Moncalieri, 25 de outubro de 1926) foi a filha mais nova do príncipe Napoleão e da sua esposa, a princesa Maria Clotilde de Saboia. Casou-se com o seu tio materno, o príncipe Amadeu, duque de Aosta, antigo rei de Espanha, em 1888. Maria Letícia tornou-se duquesa de Aosta, um título que Amadeu já possuía antes de se tornar rei e manteve depois da sua abdicação. O casamento foi instrumental para fazer renascer as esperanças do regresso da dinastia Bonaparte ao trono para uma posição de poder semelhante à dos dias de Napoleão III.

## Família e primeiros anos
O pai de Maria Letícia, Napoleão José, era sobrinho do imperador Napoleão Bonaparte e filho de Jerónimo Bonaparte, rei da Vestefália. A sua mãe, Maria Clotilde de Saboia, era filha do rei Vítor Emanuel II da Itália. Através desta ligação, Maria Letícia era sobrinha do rei Humberto I de Itália e da rainha Maria Pia de Portugal.
Maria Letícia nasceu no Palais Royal em Paris, a 20 de novembro de 1866, durante os últimos anos do Segundo Império Francês. Cresceu entre Paris, Roma e Itália com os seus dois irmãos mais velhos, Vítor e Luís. Após a queda do Império Francês, em 1870, a família mudou-se para uma bonita propriedade perto do lago Léman.

## Estado do casamento dos pais

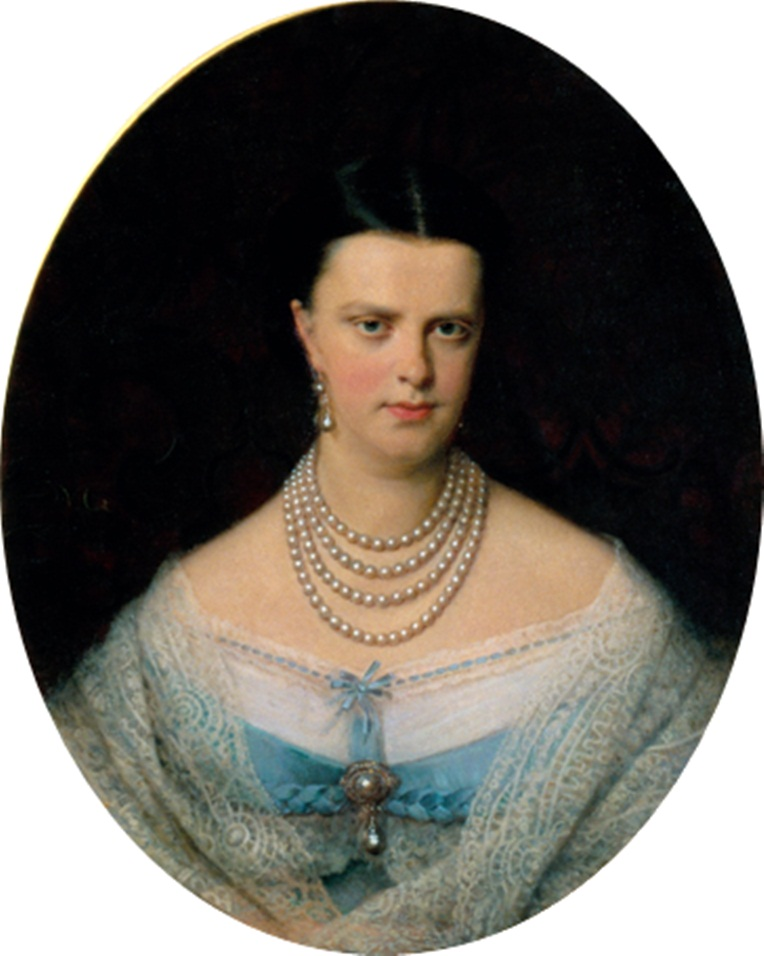
Maria Clotilde de Saboia, mãe de Maria Letícia.

principalmente porque Clotilde preferia levar uma vida mais calma e preenchida por deveres, que achava ser a ideal para o casal, enquanto Napoleão José preferia o estilo de vida mais frenético e cheio de entretenimento da corte francesa. Outro factor que contribuiu para a infelicidade do casal estava relacionada com as circunstâncias que levaram à sua união. Clotilde tinha apenas quinze anos quando se casou, enquanto o seu marido tinha trinta-e-sete. A princesa não se queria casar e apenas concordou para cumprir a vontade do pai. A união tinha sido negociada unicamente por razões políticas durante a conferência de Plombières que se realizou em Julho de 1858. Uma vez que, nesta altura, Clotilde era ainda demasiado nova, Napoleão José teve de esperar até ao ano seguinte; foi criticado por muitos por ter levado a sua noiva de Turim demasiado cedo. O casamento era comparado frequentemente com a união de um elefante com uma gazela. O noivo possuía os traços fortes dos Bonaparte (amplo, volumoso e pesado), enquanto a noiva tinha um aspecto frágil, era baixa, tinha cabelo loiro e possuía o nariz característico da Casa de Saboia.
O seu marido era infiel e ela desempenhava um papel activo com as caridades. Maria Clotilde era descrita como orgulhosa, fanática e zelosa. Durante uma discussão sobre qual seria a forma mais correcta para se vestir, Clotilde assinalou à imperatriz Eugénia que esta não se devia esquecer de que nasceu e foi criada numa corte real. Quando Eugénia se queixou da fatiga da corte francesa em certa ocasião, Clotilde respondeu que "não nos importamos; sabe, nascemos para fazer isto". Também foi descrita como "devota e modesta".
O casamento também não foi popular entre os franceses e os italianos. Principalmente no país natal da princesa, os italianos achavam que a filha do rei tinha sido sacrificada a um membro pouco popular da Casa de Bonaparte e, como consequência, consideravam que esta era uma m+a aliança. No lado francês, Napoleão José tinha má reputação e todos sabiam que mantinha vários casos amorosos tanto antes como depois do casamento. Quando o casal entrou oficialmente em Paris, a 4 de Fevereiro, foi recebido de forma pouco entusiástica pelos parisienses, não por desrespeito à filha do rei da Sardenha, mas por não gostarem do seu marido. De facto, ao longo da sua vida, a simpatia do público era demonstrada mais a seu favor do que ao do marido; Clotilde era vista de forma carinhosa como uma mulher recatada, generosa e devota que estava presa num casamento infeliz.

## Pretendentes
Alguns contemporâneos consideravam que Maria Letícia, no final da sua adolescência, era bonita e tinha a aparência de uma "verdadeira Bonaparte". Dizia-se que se parecia bastante com algumas das irmãs de Napoleão Bonaparte que eram consideradas muito bonitas quando eram jovens.
Em Florença, Maria Letícia conheceu e quase se casou com o seu primo, o príncipe Emanuel Felisberto de Saboia. No entanto houve uma mudança de planos e o casamento nunca se realizou. Emanuel acabaria por se casar mais tarde com a princesa Helena de Orleães. Em 1886, correu o rumor de que Maria Letícia se iria casar com outro primo, o príncipe Roland Bonaparte, que tinha trinta-e-cinco anos e tinha ficado viúvo recentemente. Contudo, nunca se confirmaram os rumores.

## Casamento

### Noivado

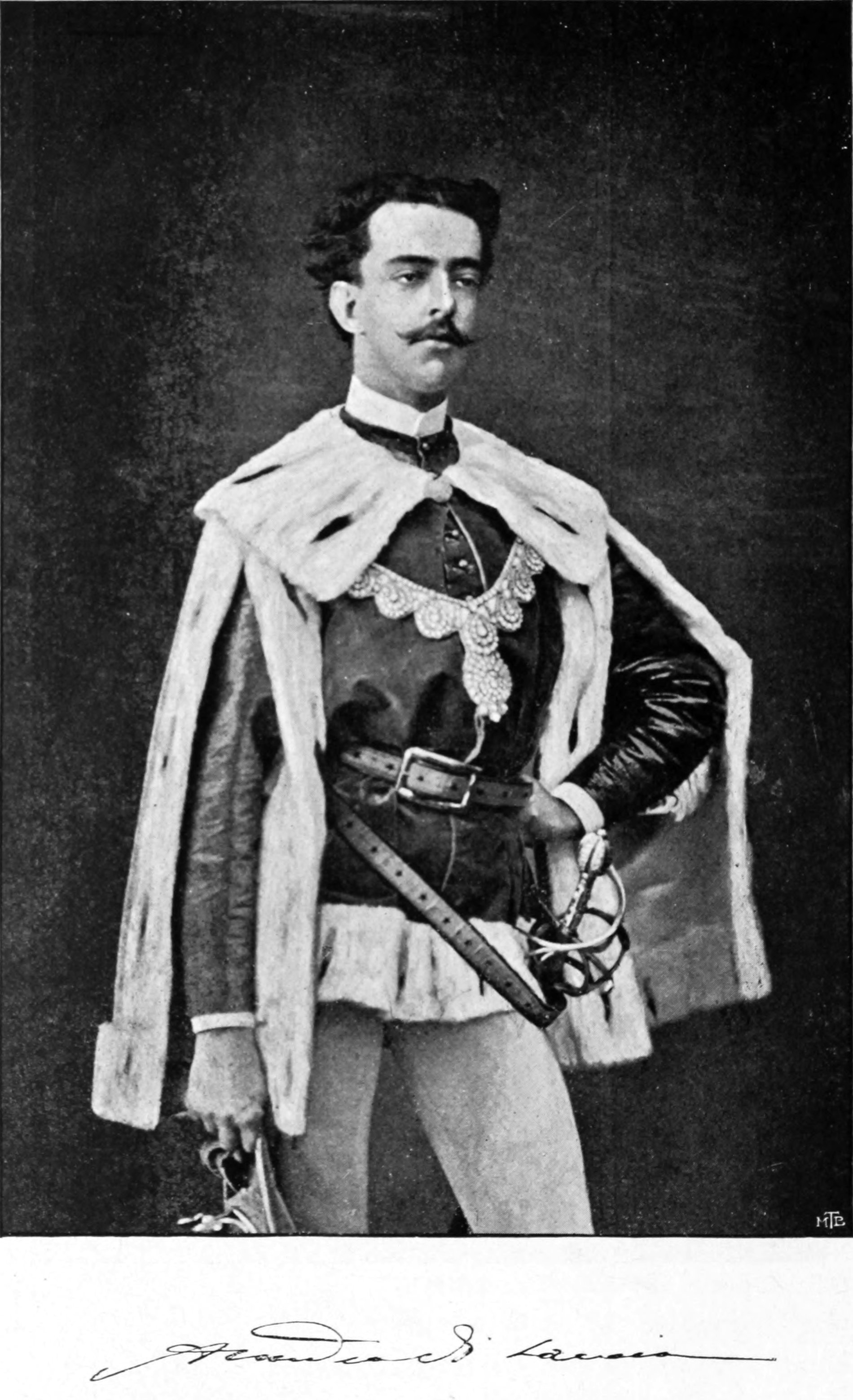
Amadeu, Duque de Aosta, tio materno e marido de Maria Letícia.

Foi em Moncalieri que Maria Letícia conheceu o pai de Emanuel, o príncipe Amadeu, duque de Aosta. Era seu tio materno e tinha sido eleito rei de Espanha durante um breve período de três anos (1870-1873).
Maria Letícia era considerada muito charmosa e Amadeu dependia muito da sua companhia quando visitava Itália. Em 1888, a princesa aceitou casar com ele. Uma fonte atribui o casamento ao facto de que Amadeu gostava muito da sua sobrinha, mas afirma que a decisão de Maria Letícia se devia simplesmente "ao forte desejo de ser independente e de se afastar da princesa, devido ao peso da opressão materna". Enquanto se preparava para o casamento, Maria Letícia recebeu vários presentes notáveis e personalidades como a imperatriz Eugénia, viúva de Napoleão III, e dos três filhos de Amadeu. Eugénia enviou-lhe algumas hóias "magnificas e ilustres" da família enquanto os rapazes lhe ofereceram um colar com sete filas de pérolas no valor de sessenta mil dólares. O casal planeou casar-se em Turim, na esperança de transformar a cidade num "centro de atracção brilhante em Itália".

### Motivo de escândalo
O anúncio do casamento provocou grande escândalo na corte italiana, uma vez que Amadeu não só era vinte-e-dois anos mais velho do que a noiva, mas era também seu tio materno. Apesar de tudo, no final desse mesmo ano, foi obtida a dispensa papel e o casal teve permissão para se casar. No entanto, deve ser sublinhado que, apesar de o papa ter dado permissão para o matrimónio, a consanguinidade do casal, bem como a de outras casas reais, acabaria por levar o papa Leão XIII a declarar, em 1902, que não seriam emitidas mais dispensas para este tipo de casamentos.

### Casamento
O casamento realizou-se nesse mesmo ano, a 11 de setembro de 1888, no Palácio Real de Turim, em Itália. A cerimónia foi celebrada pelo arcebispo de Turim, o cardeal Gaetano Alimonda, que tinha sido o responsável por se dirigir a Roma para pedir a dispensa. Muitos membros das casa Bonaparte e Saboia estiveram presentes na cerimónia, incluindo a rainha Dona Maria Pia de Portugal, que era irmã de Amadeu e tia materna de Maria Letícia. Maria Letícia era a segunda esposa de Amadeu, uma vez que a sua primeira esposa, Maria Vittoria del Pozzo, tinha morrido em 1876. Devido à grande diferença de idades entre os dois, Letícia era apenas três anos mais velha que o filho mais novo de Amadeu.
O casamento foi muito falado porque foi o primeiro entre um membro da família Bonaparte e um membro de uma casa reinante da Europa desde 1859. Como se tratou também do primeiro grande evento a realizar-se desde a queda da Segunda República Francesa, o casamento foi também instrumental para voltar a dar atenção às expectativas dos Bonaparte entre vários membros da imprensa, principalmente em relação à possibilidade de estabelecer um novo governo. De facto, um artigo chegou mesmo a afirmar que, na altura do casamento, os Bonaparte teriam facilmente obtido dois milhões de votos se tivesse ocorrido um plebiscito. A probabilidade de um Bonaparte ressurgir era ainda maior devido à nostalgia que alguns franceses sentiam pelos dias em que o tio-avô de Maria Letícia, Napoleão Bonaparte, reinava a França e não tanto pelo reinado do seu tio, o imperador Napoleão III.
O casal viveu em Turim e teve um filho: o príncipe Humberto, conde de Salemi, que morreu em batalha durante a Primeira Guerra Mundial. Maria Letícia ficou viúva pouco depois do casamento, uma vez que Amadeu morreu dois anos depois, em Turim, a 18 de Janeiro de 1900.

## Últimos anos

### Relação com a corte italiana

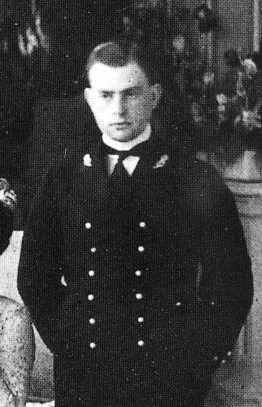
Humberto, Conde de Salemi, filho de Maria Letícia.

Até 1902, Humberto e a mãe eram vistos muito raramente na corte italiana. Além do mais, ao contrário de outros membros da família real italiana, não eram mostradas imagens do príncipe Humberto. A sua ausência começou a dar origem a rumores que afirmavam que o príncipe tinha uma "deficiência mental" ou era "deformado". Anos mais tarde, Humberto começou a surgir mais na imprensa, o que levou ao descrédito destas teorias.
A primeira esposa de Amadeu tinha sido uma mulher rica. Quando morreu, deixou uma grande fortuna ao marido e aos três filhos. Tal significou que, após a sua morte, a sua riqueza passou para os seus três filhos mais velhos, deixando pouco ou nada a Maria Letícia e ao seu filho Humberto. Assim, os dois dependiam do rendimento que recebiam da corte. Esta dependência iria causar problemas mais tarde, uma vez que Humberto enfurecia o seu primo, o rei Vítor Emanuel III de Itália, chefe da Casa de Saboia, com frequência. Depois de Humberto cometer vários delitos e partidas em 1911, foi preso no Castelo de Moncalieri. Pouco antes, tinha já sido expulso da academia naval de Livorno, aparentemente devido ao seu comportamento incorrigível e casos amorosos com algumas jovens da cidade. Maria Letícia ficou preocupada com a sentença do filho, que considerou demasiado severa, e escreveu à rainha Helena, pedindo-lhe que intercedesse pelo seu filho. Contudo, o rei não ficou comovido e apenas reduziu um pouco a pena, apenas porque a sua tia, a princesa Maria Clotilde, mãe de Maria Letícia, tinha morrido recentemente.

### Morte e herança
Durante a sua viuvez, Maria Letícia manteve uma relação aberta e escandalosa com um militar vinte anos mais novo. Quando morreu, a 25 de Outubro de 1926, foi revelado que este era o único titular do seu testamento, uma vez que o seu filho tinha morrido em 1918.

## Genealogia
| Maria Letícia Bonaparte | Pai: Napoleão José Carlos Paulo Bonaparte | Avô paterno: Jerónimo Bonaparte         | Bisavô paterno: Carlo Maria Bonaparte             |
| Maria Letícia Bonaparte | Pai: Napoleão José Carlos Paulo Bonaparte | Avô paterno: Jerónimo Bonaparte         | Bisavó paterna: Maria Letícia Ramolino            |
| Maria Letícia Bonaparte | Pai: Napoleão José Carlos Paulo Bonaparte | Avó paterna: Catarina de Württemberg    | Bisavô paterno: Frederico I de Württemberg        |
| Maria Letícia Bonaparte | Pai: Napoleão José Carlos Paulo Bonaparte | Avó paterna: Catarina de Württemberg    | Bisavó paterna: Augusta de Brunswick-Wolfenbüttel |
| Maria Letícia Bonaparte | Mãe: Maria Clotilde de Saboia             | Avô materno: Vítor Emanuel II da Itália | Bisavô materno: Carlos Alberto da Sardenha        |
| Maria Letícia Bonaparte | Mãe: Maria Clotilde de Saboia             | Avô materno: Vítor Emanuel II da Itália | Bisavó materna: Maria Teresa da Áustria           |
| Maria Letícia Bonaparte | Mãe: Maria Clotilde de Saboia             | Avó materna: Adelaide da Áustria        | Bisavô materno: Ricardo José da Áustria           |
| Maria Letícia Bonaparte | Mãe: Maria Clotilde de Saboia             | Avó materna: Adelaide da Áustria        | Bisavó materna: Isabel de Saboia                  |